# Kutná Hora hlavní nádraží
Kutná Hora hlavní nádraží je železniční stanice v městské části Sedlec ve východní části města Kutná Hora v okrese Kutná Hora ve Středočeském kraji.
Leží v km 287,643 dráhy Brno hl. n. – Kutná Hora hl. n. a dráhy Kutná Hora hl. n. - Lysá nad Labem. Je odbočnou stanicí tratě Kutná Hora hl. n. – Zruč nad Sázavou.

## Historie
Stanice byla vybudována jakožto součást Rakouské severozápadní dráhy (ÖNWB) spojující Vídeň a Berlín, autorem unifikované podoby stanic pro celou dráhu byl architekt Carl Schlimp. 1. prosince 1869 byl s kutnohorským nádražím uveden do provozu celý nový úsek trasy z Golčova Jeníkova do stanice Kolín. 10. ledna 1883 byl zahájen provoz trati do dnešní stanice Kutná Hora město společností Kutnohorská místní dráha, cesta z dnešního hlavního nádraží na městské trvala 13 minut a jízdné stálo 15 krejcarů. V roce 1905 byla trať prodloužena až do Zruče nad Sázavou.
Roku 1909 byl zdvoukolejněn úsek Čáslav – Velký Osek, kompletní druhá kolej byla pak mezi Kolínem a Děčínem dokončena během první světové války, zejména s pracovním nasazením ruských válečných zajatců.

## Styk trakčních soustav
Ve stanici se nachází styk trakčních soustav 3 kV = a 25 kV ~ 50 Hz.
Přepřahy vozidel závislé trakce zajišťuje staniční záloha, obvykle lokomotiva řady 708, méně často 731 nebo 742)[zdroj?]
V roce 2019 byly kromě nákladních vlaků přepřahány i spěšné vlaky linky R41.[zdroj?]

## Nástupiště
- Nástupiště 1A - podél koleje 13, délka 212 m.
- Nástupiště 1B - mezi kolejemi 13 a 11, délka 245 m.
- Nástupiště 2 - mezi kolejemi 1 a 2, délka 351 m, v délce 150 m je provedeno zastřešení, přístup na nástupiště je řešen podchodem.

## Informační zařízení pro cestující
Staniční rozhlas s informačním zařízením HAVIS od firmy STARMON.
Odjezdové tabule ELEN, monitor s odjezdy vlaků v hale.

## Vlečky
- Vlečka č. 1262 ČKD Kutná Hora
- Vlečka č. 1131 AUTO HP Kutná Hora
- Vlečka č. 1159 Phillip Morris ČR a.s., vlečka Kutná Hora
- Vlečka č. 1152 OS Kutná Hora (vlečka není provozována)

## Galerie

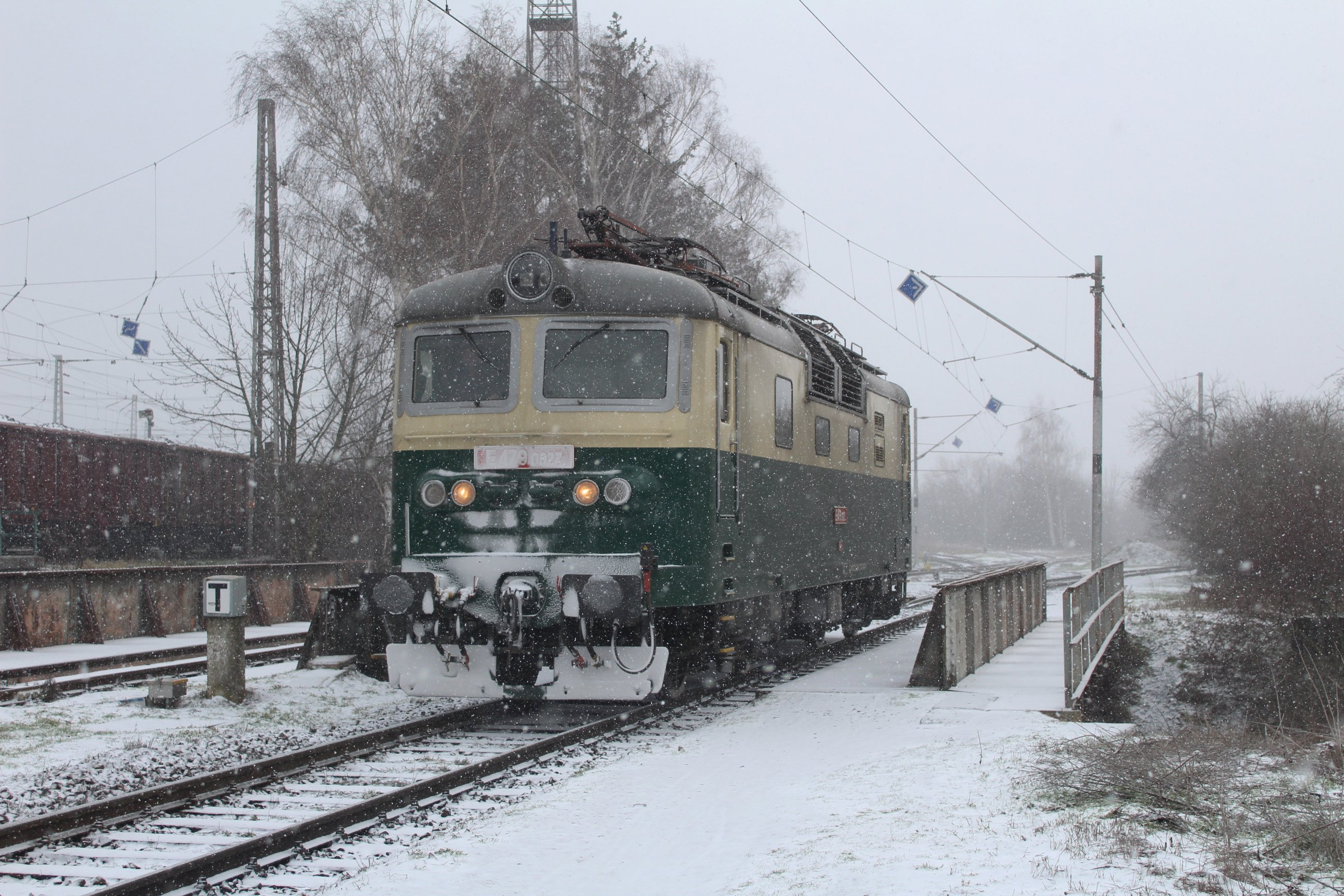
Lokomotiva E479.0027 ještě pod střídavou částí nádraží.
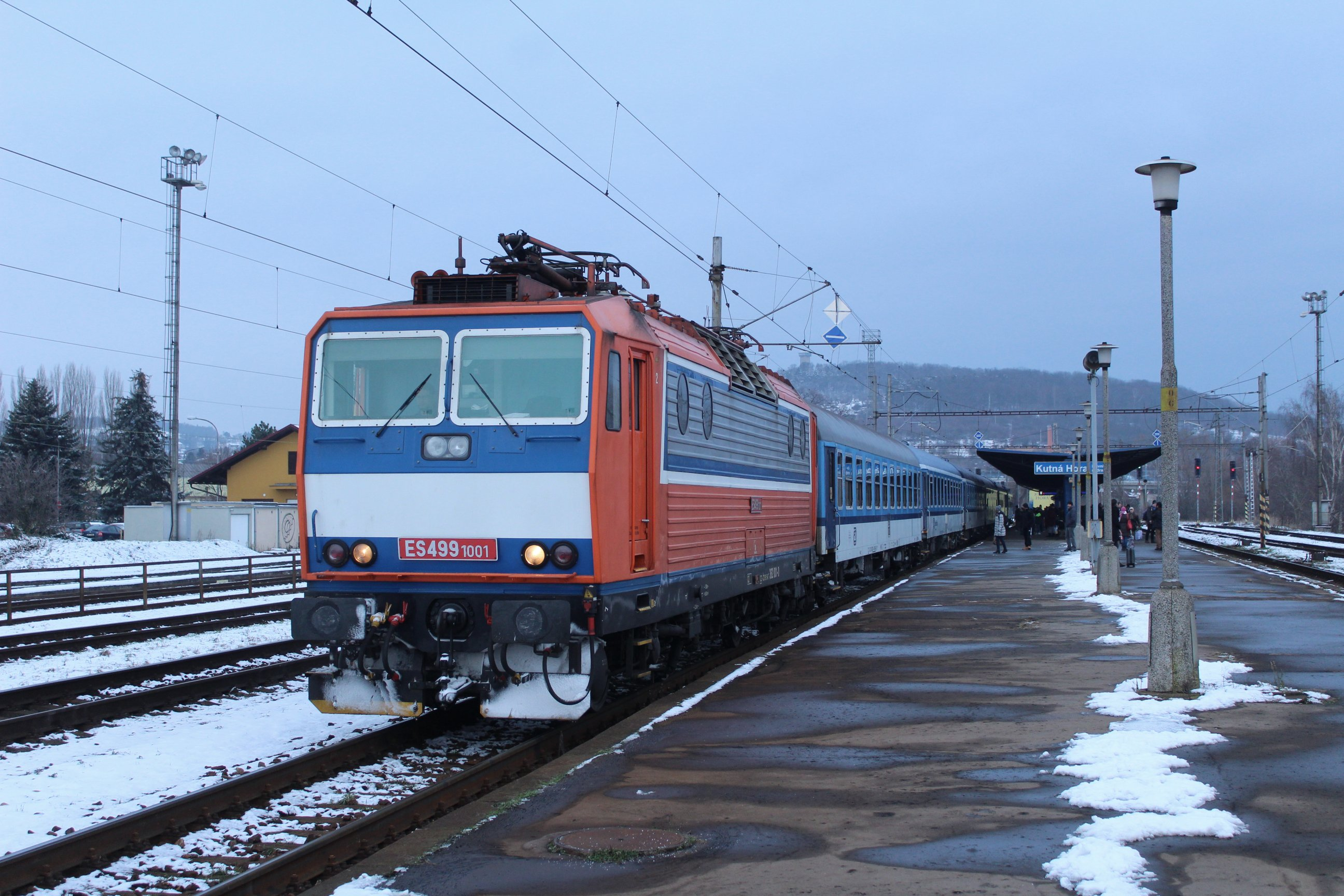
Lokomotiva ES499.1001 zastavuje s rychlíkem u druhého nástupiště.
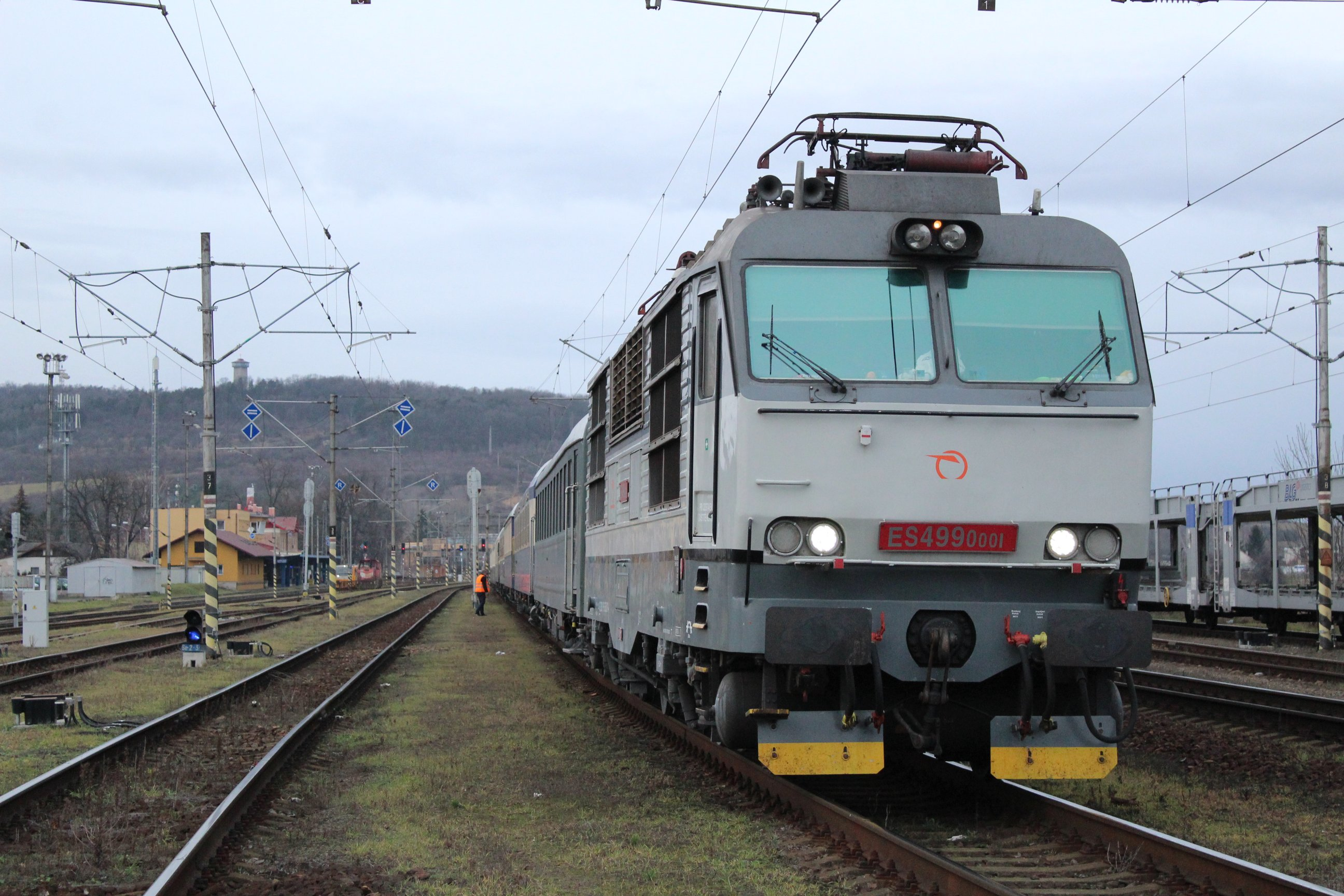
Lokomotiva ES499.0001 v Adventním expresem do Budapešti.